# Guts (album)
Guts je první kompilační album velšského hudebníka a hudebního skladatele Johna Calea, vydané v únoru roku 1977 u vydavatelství Island Records. Producentem alba byl John Cale a písně pocházejí z jeho tří alb vydaných na značce Island Records v letech 1974 a 1975: Fear (1974) a Slow Dazzle (1975) a Helen of Troy (1975). Kompilaci sestavil Howard Thompson a autorem fotografie na obalu je Michael Beal. Skladba „Mary Lou“ nikdy předtím nevyšla. Skladba „Leaving It Up to You“ měla vyjít na albu Helen of Troy v roce 1975, z čehož nakonec sešlo kvůli textu pojednávajícímu o Sharon Tate.

## Seznam skladeb
| Pořadí | Název                       | Autor                                        | Původní album        | Délka |
| ------ | --------------------------- | -------------------------------------------- | -------------------- | ----- |
| 1.     | Guts                        | John Cale                                    | Slow Dazzle (1975)   | 3:26  |
| 2.     | Mary Lou                    | Cale                                         |                      | 2:47  |
| 3.     | Helen of Troy               | Cale                                         | Helen of Troy (1975) | 4:17  |
| 4.     | Pablo Picasso               | Jonathan Richman                             | Helen of Troy (1975) | 3:21  |
| 5.     | Leaving It Up to You        | Cale                                         |                      | 4:30  |
| 6.     | Fear Is a Man's Best Friend | Cale                                         | Fear (1974)          | 3:54  |
| 7.     | Gun                         | Cale                                         | Fear (1974)          | 8:05  |
| 8.     | Dirty-Ass Rock 'N' Roll     | Cale                                         | Slow Dazzle (1975)   | 4:42  |
| 9.     | Heartbreak Hotel            | Mae Boren Axton, Tommy Durden, Elvis Presley | Slow Dazzle (1975)   | 3:09  |

## Obsazení
hudebníci
- John Cale – zpěv, klávesy, kytara, baskytara, perkuse
- Chris Spedding – kytara
- Phil Manzanera – kytara
- Archie Legget – baskytara
- Pat Donaldson – baskytara
- Trevor Burton – baskytara
- Timi Donald – bicí
- Fred Smith – bicí
- Keith Smart – bicí
- Phil Collins – bicí
- Raymond Duffy – bicí
- Tony Carr – perkuse
- Andy Mackay – saxofon
- Brian Eno – syntezátory
- John Wood – syntezátory
- Geoff Muldaur – doprovodné vokály
- Barry St. John – doprovodné vokály
- Alan Courtney – doprovodné vokály
- Liza Strike – doprovodné vokály

technická podpora
- John Cale – producent
- John Wood – vedoucí producent (krom níže uvedených výjimek), zvukový inženýr
- Vic Gamm – zvukový inženýr
- Phil Manzanera – vedoucí producent (pouze „Fear Is a Man's Best Friend“ a „Gun)“
- Brian Eno – vedoucí producent (pouze „Fear Is a Man's Best Friend“ a „Gun)“
- A. Secunda – vedoucí producent (pouze „Heartbreak Hotel“)
- Michael Beal – fotografie na obalu alba
- Howard Thompson – sestavení kompilace